# کاسالفیومانزه
کاسالفیومانزه (به ایتالیایی: Casalfiumanese) یک کومونه در ایتالیا است که در استان بولونیا واقع شده‌است.

## خصوصیات
کاسالفیومانزه ۸۲٫۰۳ کیلومترمربع مساحت و ۳٬۴۴۸ نفر جمعیت دارد و ۱۲۵ متر بالاتر از سطح دریا واقع شده‌است.